# 最后命令 (1928年电影)
《最后命令》（英語：The Last Command）是一部1928年的美国无声电影，由约瑟夫·冯·斯坦伯格导演，基于拉尤斯·比洛的故事改编。主演埃米爾·傑寧斯获得了第1届奥斯卡最佳男主角奖，演员阵容中还包括威廉·鲍威尔。